# ロンドン・ヒート
『ロンドン・ヒート』（原題：The Sweeney）は、2012年制作のイギリスのアクション映画。
1975年から1978年まで放映されたアクション警察ドラマ『ロンドン特捜隊スウィーニー』のリメイク。主演はレイ・ウィンストンとベン・ドリュー、監督はニック・ラヴ。

## キャスト
| 役名                 | 俳優                           | 日本語吹替   |
| -------------------- | ------------------------------ | ------------ |
| ジャック・リーガン   | レイ・ウィンストン             | 樋浦勉       |
| ジョージ・カーター   | ベン・ドリュー                 | 高橋広樹     |
| ナンシー・ルイス     | ヘイリー・アトウェル           | ちふゆ       |
| フランク・ハスキンズ | ダミアン・ルイス               | 烏丸祐一     |
| アイヴァン・ルイス   | スティーヴン・マッキントッシュ | 岡井カツノリ |
| DC カラ・クラーク    | キャロライン・チケジー         | 竹村知美     |
| フランシス・アレン   | ポール・アンダーソン           |              |
| ハリー               | アラン・フォード               |              |

## 備考
カーアクションはBBCの自動車番組トップ・ギアが監修しており、Series 18 Episode 3で撮影中の様子が放送された。
2015年にはフランス映画として『ザ・スクワッド』というタイトルでリメイクされた。主演はジャン・レノ。